# Dragonette
Dragonette est un groupe canadien d'electropop, originaire de Toronto, en Ontario. Il est à l'origine composé de la chanteuse Martina Sorbara, du bassiste et producteur Dan Kurtz, du batteur Joel Stouffer et du guitariste britannique Will Stapleton (remplaçant de Simon Craig).
Le groupe est formé en 2005 par Sorbara et Kurtz. En 2006, la chanteuse fait un duo avec Basement Jaxx nommé Take Me Back to your House. Un clip s'inspirant des ambiances russes paraît peu après sa sortie. Le premier album, Galore, sort en 2007 en collaboration avec Calvin Harris sur certains titres. Le succès des singles I Get Around et Take It Like a Man permet à Dragonette de se faire une place dans le milieu new wave/synthpop.
En 2009, Dragonette sort un second album, Fixin to Thrill, dont sont extraits trois titres : Fixin to Thrill, Pick Up the Phone et Easy. 
Dragonette et Martin Solveig font un duo nommé Boys and Girls qui figure dans l'album. En 2010, une nouvelle collaboration avec Martin Solveig voit le jour : Hello.

## Historique

### Création etGalore(2005–2008)
Sorbara et Kurtz se rencontrent dans un festival musical canadien et forment un duo nommé The Fuzz jouant dans un sous-sol pour passer le temps. Le duo forme Dragonette après les premiers enregistrements, soutenus par New Order sur scène. En 2005, le groupe publie un EP six titres, Dragonette EP, avant de signer au label britannique Mercury Records.
Dragonette se relocalise à Londres pour enregistrer son premier album studio, Galore, est publié le 6 août 2007, et le groupe tourne localement avec Basement Jaxx (avec qui Sorbara a enregistré le morceau Take Me Back to Your House) et Sugababes, et joue une tête d'affiche au Royaume-Uni et au Canada. Le musicien britannique Will Stapleton remplace Simon Craig à la guitare après la relocalisation. Dragonette filme deux clips pour Jesus Doesn't Love Me et un autre pour I Get Around. La première est publiée sur Internet. I Get Around atteint la 92e place du UK Singles Chart. Le single qui suit, Take It Like a Man, quant à lui, n'atteint même pas le top 100 du UK Singles Chart. I Get Around est publié au Canada où il surpasse de loin la sortie britannique, se classant 57e du Canadian Hot 100 de Billboard. Galore n'ayant pas atteint les chiffres de ventes escomptés, Dragonette se sépare de Mercury Records
Dragonette est nommé nouveau groupe de l'année aux Juno Awards de 2008. Kurtz et Sorbara coécrivent et coproduisent le morceau Grab a Hold issu de l'album Bring Ya to the Brink de Cyndi Lauper, sorti en 2008. Cette même année, Will James Stapleton quitte le groupe pour être remplacé par Chris Huggett.

### Fixin to Thrillet collaborations (2009–2011)
Le deuxième album de Dragonette, Fixin to Thrill, est publié le 29 septembre 2009. L'album est nommé dans la catégorie meilleur album de dance au Juno Awards de 2011.
Dragonette a collaboré avec plusieurs DJ house, à un certain degré variable de succès. Le morceau Take Me Back to Your House de Basement Jaxx, sorti en 2006 fait participer Sorbara au chant, et fait indirectement de la publicité pour Dragonette. Le groupe a aussi collaboré avec le musicien français Martin Solveig, notamment sur Boys and Girls en 2009, Hello en 2010, et Can't Stop et Big in Japan en 2011 ; tous ces morceaux sont apparus dans l'album Smash. Solveig et Dragonette remportent une nomination dans la catégorie meilleur album de dance pour Hello en avril 2012. En 2010, le groupe collabore aussi avec Kaskade sur Fire in Your New Shoes et avec Don Diablo sur Animale.
Un single double face-A qui comprend Our Summer et Volcano est publié le 27 juillet 2010 sur Internet. Le 3 août 2010, Dragonette publie la compilation Mixin to Thrill sur Internet, et une édition limitée sous format CD sur le site web du groupe. La compilation contient trois nouvelles chansons — Volcano, Our Summer, et My Things — ainsi que plusieurs remixes de l'année précédente. En 2011, Dragonette travaille avec l'ancien membre de Girls Aloud, Nicola Roberts, sur le single Lucky Day de son premier album solo, Cinderella's Eyes.

### Bodyparts(2012–2013)
Le 21 juin 2012, Dragonette annonce le titre de son troisième album, Bodyparts, qui est publié le 22 septembre 2012. Le premier single de l'album, Let It Go est publié le 2 avril 2012. Rocket Ship, un morceau de l'album, est publié en téléchargement libre sur la page SoundCloud du groupe. Le second single, Live in This City, est publié le 7 août 2012.
En février 2013, Dragonette enregistre sa version de Won't You Be My Neighbour?, la chanson thème de la série pour enfants américaine Mister Rogers' Neighborhood, pour Target Canada.

### Royal Blues(depuis 2014)
En 2014, Dragonette collabore avec le producteur et DJ néerlandais Mike Mago sur le single Outlines. Le groupe publie aussi le single Let the Night Fall le 16 juin 2015. Leur quatrième album, Royal Blues, est publié le 11 novembre 2016.

## Discographie

### Classements
| Titre           | Détails                                                                                              | Meilleure position | Meilleure position |
| Titre           | Détails                                                                                              | Canada             | États-Unis dance   |
| --------------- | --- | ------------------ | ------------------ |
| Galore          | - Sortie : 6 août 2007 - Label : Mercury - Formats : CD, Téléchargement de musique                   | 80                 | —                  |
| Fixin to Thrill | - Sortie : 25 septembre 2009 - Label: Universal Music Canada - Formats: CD, téléchargement digital   | 63                 | 21                 |
| Bodyparts       | - Sortie : 22 septembre 2012 - Label : Universal Music Canada - Formats : CD, téléchargement digital | —                  | 17                 |
| Royal Blues     | - Sortie: 11 novembre 2016 - Label: Dragonette Inc. - Formats: CD, LP, digital download              | 100                | —                  |
| Twennies        | - Sortie: 28 octobre 2022 - Label: BMG - Formats: CD, LP, digital download                           |                    |                    |

### EP
- 2005 : Dragonette EP

### Compilation
- 2010 : Mixin to Thrill

### Singles
En tant qu'artiste principal
| Titre                                                                                           | Année | Meilleure position | Meilleure position | Album            |
| Titre                                                                                           | Année | Canada             | Royaume-Uni        | Album            |
| ----------------------------------------------------------------------------------------------- | ----- | ------------------ | ------------------ | ---------------- |
| I Get Around                                                                                    | 2007  | 57                 | 92                 | Galore           |
| Take It Like a Man                                                                              | 2007  | —                  | 112                | Galore           |
| Fixin to Thrill                                                                                 | 2009  | —                  | —                  | Fixin to Thrill  |
| Gone Too Far                                                                                    | 2009  | —                  | —                  | Fixin to Thrill  |
| Pick Up the Phone                                                                               | 2009  | 28                 | —                  | Fixin to Thrill  |
| Easy                                                                                            | 2010  | —                  | —                  | Fixin to Thrill  |
| Our Summer / Volcano                                                                            | 2010  | —                  | —                  | Mixin to Thrill  |
| Let It Go                                                                                       | 2012  | 23                 | —                  | Bodyparts        |
| Live in This City                                                                               | 2012  | 65                 | —                  | Bodyparts        |
| Summer Thing (Dragonette featuring Sunnery James & Ryan Marciano, Cat Dealers et Bruno Martini) | 2021  | —                  | —                  | Non-album single |

En tant qu'artiste invité
| Titre                                                                   | Année | Meilleure position | Meilleure position | Meilleure position | Meilleure position | Meilleure position | Meilleure position | Meilleure position | Meilleure position | Album                  |
| Titre                                                                   | Année | Canada             | France             | Irlande            | Pays-Bas           | UK                 | États-Unis         | BEL (FL)           | BEL (WAL)          | Album                  |
| ----------------------------------------------------------------------- | ----- | ------------------ | ------------------ | ------------------ | ------------------ | ------------------ | ------------------ | ------------------ | ------------------ | ---------------------- |
| Boys and Girls (Martin Solveig featuring Dragonette)                    | 2009  | —                  | 17                 | —                  | —                  | —                  | —                  | —                  | —                  | Smash                  |
| Fire in Your New Shoes (Kaskade featuring Dragonette)                   | 2010  | 69                 | —                  | —                  | —                  | —                  | —                  | —                  | —                  | Dynasty                |
| Hello (Martin Solveig featuring Dragonette)                             | 2010  | 8                  | 5                  | 6                  | 1                  | 13                 | 46                 | 1                  | 2                  | Smash                  |
| Animale (Don Diablo featuring Dragonette)                               | 2010  | —                  | —                  | —                  | 33                 | —                  | —                  | —                  | —                  | Non extrait d'un album |
| Can't Stop (Martin Solveig featuring Dragonette)                        | 2011  | —                  | —                  | —                  | —                  | —                  | —                  | —                  | —                  | Smash                  |
| Big in Japan (Martin Solveig featuring Dragonette et Idoling)           | 2011  | 36                 | —                  | —                  | —                  | 118                | —                  | —                  | —                  | Smash                  |
| Outlines (Mike Mago featuring Dragonette)                               | 2014  | 47                 | —                  | 77                 | 26                 | —                  | —                  | 18                 | —                  | Non extrait d'un album |
| Tokyo Nights (Digital Farm Animals featuring Shaun Frank et Dragonette) | 2018  | 97                 | —                  | —                  | —                  | —                  | —                  | —                  | —                  | Non extrait d'un album |

### Clips vidéo
| Titlre                                                | Année | Réalisateur        |
| ----------------------------------------------------- | ----- | ------------------ |
| I Get Around                                          | 2007  | Wendy Morgan       |
| Jesus Doesn't Love Me                                 | 2007  | Unknown            |
| Take It Like a Man                                    | 2007  | Ben Taylor         |
| Competition                                           | 2008  | Unknown            |
| Fixin to Thrill                                       | 2009  | Wendy Morgan       |
| Boys and Girls (Martin Solveig featuring Dragonette)  | 2009  | Jean Paul Gaultier |
| Pick Up the Phone                                     | 2009  | Drew Lightfoot     |
| Easy                                                  | 2010  | Drew Lightfoot     |
| Fire in Your New Shoes (Kaskade featuring Dragonette) | 2010  | Chic & Artistic    |
| Let It Go                                             | 2012  | Drew Lightfoot     |
| Live In This City                                     | 2012  | Wendy Morgan       |